# Euclidia fortalitium
Euclidia fortalitium — вид лускокрилих комах з родини еребід (Erebidae).

## Поширення
Вид поширений у степовій зоні на сході України, півдні Росії, Казахстані і Монголії.

## Опис
Довжина передніх крил — від 15 до 17 мм. Верхня площина крил світла сіра, на ній розташований ряд незграбних темних сірих цяток. Серед них одна має клиноподібну форму і розташована вздовж нижнього краю центрального поля. Особини чоловічої статі відрізняються від жіночих екземплярів гребінчастістю вусиків.

## Спосіб життя
Літ дорослих особин можна спостерігати з травня до червня. Ведуть активний спосіб життя і вдень і вночі, коли летять на світло. У стадії гусениць годуються на трав'янистих різновидах бобових рослин.